# Rugenbräu

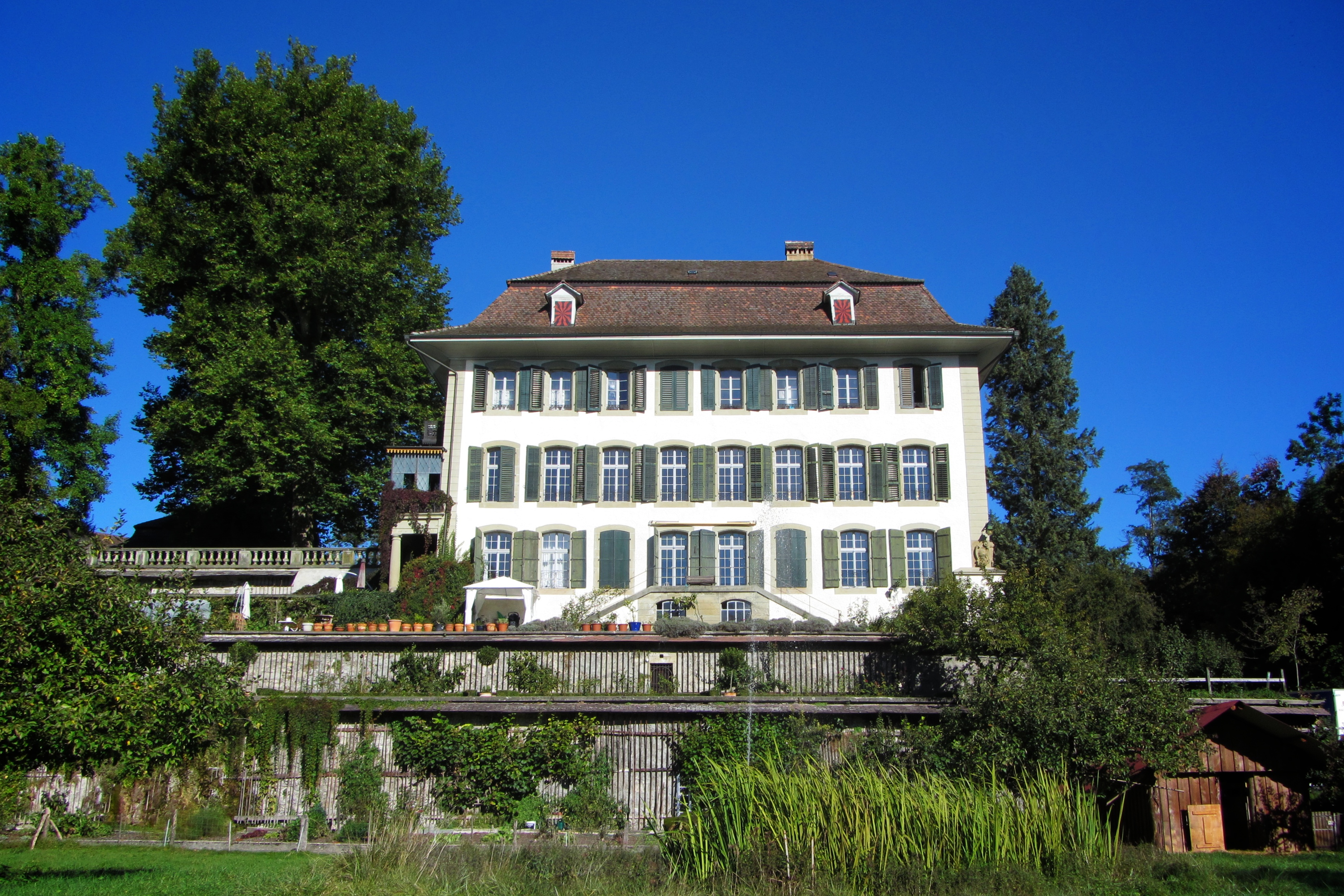
Le château de Reichenbach, siège de la brasserie jusqu'en 1971.

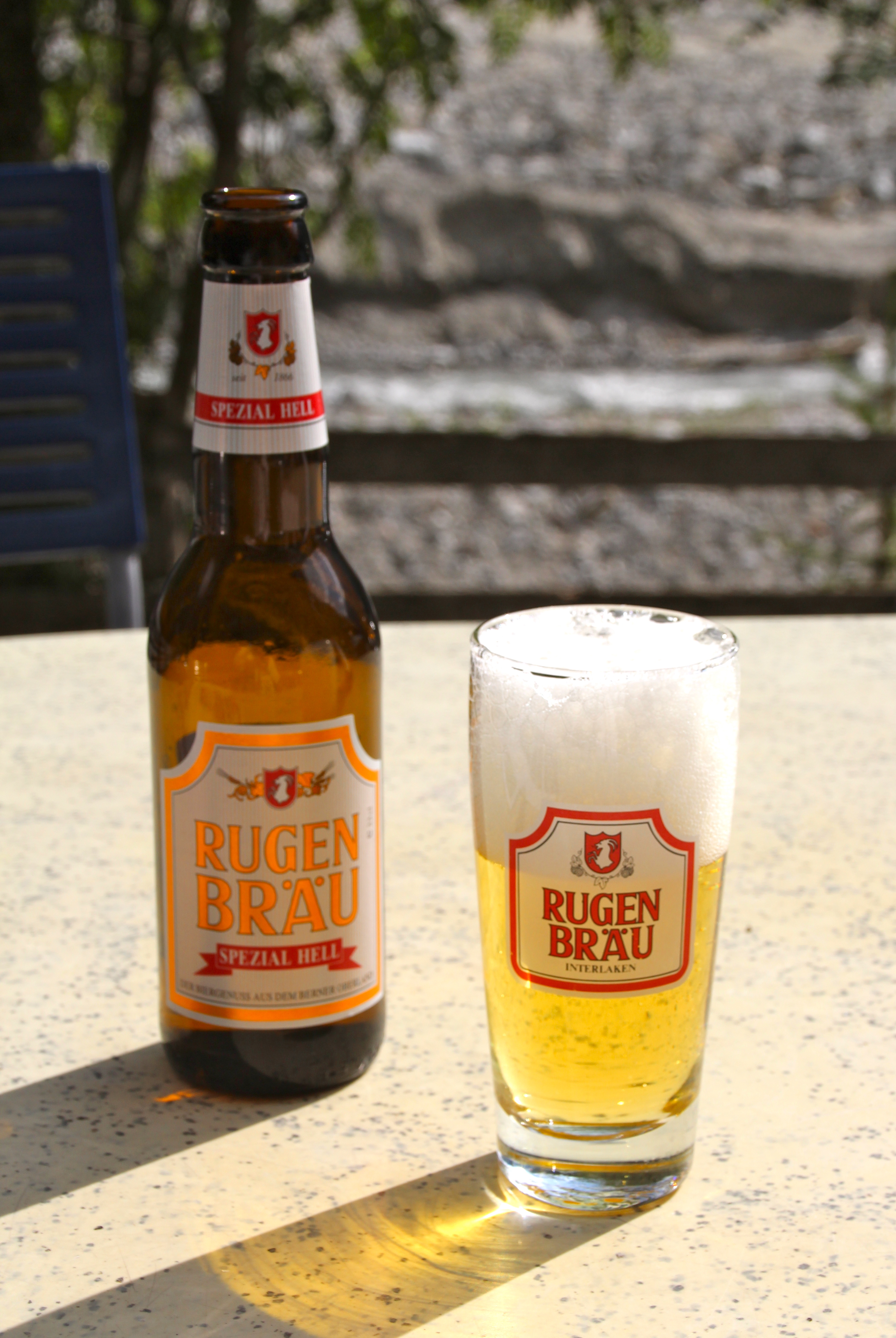
Rugenbräu dans un Restaurant

Rugenbräu est une brasserie suisse qui a son siège à Matten bei Interlaken et qui produit la bière du même nom.

## Historique
Christian Indermühle fonde l'entreprise à Kiesen en 1866. Ses fils, Carl et Albert reprennent l'affaire en 1875.
En 1880 ils doivent vendre la brasserie qui devient une société anonyme avec l'aide de la banque cantonale bernoise[réf. nécessaire]. La brasserie s'installe au chateau de Reichenbach vers Zollikofen, jusqu'en 1971.

## Produits
- Hellem Lagerbier
- Dunkelbier
- Premium-Bier au maïs
- Bière non-filtrée (Zwickel)
- Bière sans alcool
- Whisky tiré de la Fleur de Bière d’Interlaken (depuis 2008) un Schnaps de bière forte
- La brasserie traite également des remplissage de bouteilles d'eau minérale (Jungfrau Wasser) et propose une boisson mixte de jus de fruits (Mountain Twister).